# این ریتل
این ریتل (انگلیسی: Enn Reitel؛ زادهٔ ۲۱ ژوئن ۱۹۵۰) بازیگر و صداپیشه اهل اسکاتلند است. وی دانش‌آموختهٔ رشتهٔ بازیگری در مدرسه مرکزی سلطنتی گفتار و نمایش است و از سال ۱۹۷۷ میلادی تاکنون مشغول فعالیت بوده است.
از فیلم‌ها، برنامه‌های تلویزیونی یا بازی‌هایی ویدئویی که وی در آنها به عنوان بازیگر یا صداپیشه نقش داشته است، می‌توان به فول مانتی، بابا نوئل ۳: بند فرار، هزارتو، اتاق خواب‌ها، عروس مرده، سکوت مطلق، پت پستچی: فیلم، ماجراهای تن‌تن: راز اسب شاخدار، قاضی، پرستیژ، تاج‌وتخت الف‌ها، به من اعتماد کن، کیهان: ادیسه‌ای فضازمانی، بابای آمریکایی!، آرچر، بتمن شجاع و جسور، بوستون لیگال، خیابان کورونیشن، فمیلی گای، بیمارستان عمومی، آناتومی گری، پاندای کونگ‌فوکار: افسانه‌های شگفت‌انگیز، مستر بین، فینیس و فرب، رودیز، ۰۰۷: ذره‌ای آرامش، بی‌آبرو، دزدان دریایی کارائیب: صندوقچه مرد مرده، رزیستنس: فال آو من، باب‌اسفنجی در حال حرکت است!، الدر اسکورولز آنلاین، ارباب حلقه‌ها: جستجوی آراگورن، جهان در درگیری: حمله شوروی، ایکس فاکتور، دل تاریکی، هانتینگ گراند، متال گیر سالید ۴: سلاح‌های میهن‌پرستان، برخورد تایتان‌ها، الدر اسکورولز ۵: اسکایریم، بتمن: سریال تل‌تیل، پری، بتمن: دشمن درون، کینگدم هارتس ۳، فاینال فانتزی ۷ بازخلق‌شده و میراث هاگوارتز اشاره کرد.